# ハレバレとんねるず 略してテレとん
『ハレバレとんねるず 略してテレとん』（ハレバレとんねるず りゃくしてテレとん）とは、テレビ東京系列で2012年9月10日の20:54 - 22:48（JST）に放送されたバラエティ特別番組である。とんねるずの冠番組。ステレオ放送、文字多重放送を実施。通称は『テレとん』または『ハレバレとんねるず』。番組タイトルロゴ名表記の色は、『ハレバレとんねるず略してテレとん』。
2013年3月11日の20:00 - 21:54（JST）には、第2回が放送された。

## 概要
第1回での番組冒頭（オープニング部分）では、とんねるず（石橋貴明・木梨憲武）が初めてコンビで出演した番組がテレビ東京（当時は東京12チャンネル）で放送がされていた、所ジョージ司会の視聴者参加型番組・バラエティ番組『ドバドバ大爆弾』であったことと、テレビ東京のほぼ50周年（実際は48周年）と、とんねるずの2人が50歳であることにかけてオファーされた、テレビ東京ととんねるずのコラボ番組であると説明された。とんねるずにとっては同局で初の冠番組となり、プロになって初めてテレビ東京の番組に出演した。
番組前半は、テレビ東京の社内見学や、テレビ東京での番組作りを見学するという名目での『モヤモヤさまぁ〜ず2』への乱入、後述の『ハレバレ商店街』といったロケーション企画、番組後半は、前述の『ドバドバ大爆弾』をリメイクした視聴者参加型ゲーム企画『ハレバレ大爆弾』を放送した。
テレビ東京の社内見学では、とんねるずが自身と最も関係が深いフジテレビとテレビ東京の違いを探るシーンが多く見られた。
番組名の「ハレバレ」は、乱入した番組『モヤモヤさまぁ〜ず2』に対抗して名付けられた。

## 出演者

### メイン司会
- とんねるず（石橋貴明・木梨憲武）

### アシスタント
第1回
- 大橋未歩（テレビ東京アナウンサー、番組全体）
- 繁田美貴（テレビ東京アナウンサー、大橋と共にハレバレ大爆弾のアシスタント）

第2回
- 繁田美貴（テレビ東京アナウンサー、ハレバレ大爆弾パート）
- 須黒清華（同上）
- 相内優香（テレビ東京アナウンサー、街角ロケパート）

### テレビ東京社内見学パート
第1回
- 伊藤隆行（当番組プロデューサー）
- ベッキー
- ローラ
- 島田昌幸（テレビ東京ホールディングス及びテレビ東京代表取締役社長）

### 『モヤモヤさまぁ〜ず2』乱入パート
第1回
- さまぁ〜ず（大竹一樹・三村マサカズ）
- 大江麻理子（テレビ東京アナウンサー）
- ショウ君（ナレーション）

### ハレバレ大爆弾パート・ゲスト
第1回
- 藤井フミヤ - 審査委員長
- IKKO - 審査員
- 板東英二 - 審査員

第2回
- 藤井フミヤ - 審査委員長
- 綾小路翔 - 地元枠審査員
- ローラ - 審査員
- IKKO - 審査員
- 伊藤咲子 - 歌のゲスト

### 街角ロケパート・ゲスト
第2回
- 伊藤隆行（当番組プロデューサー）
- IKKO

### ナレーター
第1・2回
- 服部伴蔵門

## 主なコーナー

### ハレバレ商店街
とんねるず、大橋未歩（テレビ東京アナウンサー、パート1）・相内優香（同上、パート2）、ゲストにIKKO（パート2）を迎え、都内の商店街（霜降・染井銀座商店街）を訪れ「ハレバレ」させるような人や物に出逢う街ブラコーナー。
第2回からは、突然商店街の人を訪問し、とんねるずを「ハレバレ」させた人には現金500円入りのポチ袋が配られた。100袋（5万円）を事前に用意し、とんねるずに来て欲しいという立候補の店にはアピールPOINTが店先に貼られていた。ただしポチ袋が消化しきれなくなったため、途中からはスーパーや飲食店に立ち寄ってポチ袋で支払い、地域活性化に貢献するという企画になっていた。

### ハレバレ大爆弾
とんねるずがメイン司会兼審査員で、大橋未歩（テレビ東京アナウンサー、第1回）・繁田美貴（同上、第1回・第2回）・須黒清華（同上）がアシスタント役を務める。
「とんねるずの原点回帰」と銘打たれた企画で、とんねるずが『ドバドバ大爆弾』に出演した際の会場であった取手市民会館にて公開収録され『ドバドバ大爆弾』が『ハレバレ大爆弾』として復活した。第2回では木更津市民会館で公開収録された。第1回でテレビ東京の島田昌幸社長が「健全なバラエティを放送してほしい」と要望していた。
出場者の人数は不問で、最初に審査員の前で一芸を披露する。披露後、第1回ではとんねるずとゲスト審査員3人が最高25点までで評価する。第2回ではゲスト審査員が4人となり、各組最高20点までの評価となった。とんねるずは二人で一組のため満点は100点。合計得点に1万円を掛けた額が賞金となる。
ただし、賞金が29万円以下の場合は即失格で、賞金はもらえない。また、採点後のアピールで賞金が上下する場合もある。賞金決定後、番組が指定したゲームに挑戦する。制限時間は30秒で、成功すれば賞金獲得となる。
ゲームは「お玉でピンポン玉をキャッチする」「手を使わずに15個の風船を割る」「手を激しく振ってはめた手袋を外す」「張ったロープにハンガーを投げて引っかける」「ゴルフボールをクラブで打ち筒に入れる」「ピンポン玉をバウンドさせてコップに入れ、それを6回繰り返してコップの塔を作る」「羽毛を吹いて運び、ゴールの筒に入れる」があった。
ゲームの成否に関わらず、出場者には参加賞が贈られた。また、とんねるずの独断で特別賞が選ばれ、高級タンスが贈られた。
エンディングでは木梨憲武の振りによりゲストが持ち歌を歌うサプライズ演出があり、第1回は藤井フミヤが弾き語りで「TRUE LOVE」を、第2回は綾小路翔がバックバンドのエレキギターに合わせて「One Night Carnival」を歌った。また、第2回では前半戦と後半戦の間に歌のゲストとして伊藤咲子が登場し、「ひまわり娘」を歌った。

## 放送日
※視聴率は関東地区、ビデオリサーチ調べ。
| 放送回数 | 放送日                  | 放送時間      | 視聴率 |
| -------- | ----------------------- | ------------- | ------ |
| 第1回    | 2012年9月10日（月曜日） | 20:54 - 22:48 | 7.5%   |
| 第2回    | 2013年3月11日（月曜日） | 20:00 - 21:54 | 3.9%   |

## ネット局と放送時間

### 第1回
| 対象対象地域   | 放送局         | 系列           | 放送日時                     | 遅れ       |
| -------------- | -------------- | -------------- | ---------------------------- | ---------- |
| 関東広域圏     | テレビ東京     | テレビ東京系列 | 2012年9月10日 20:54 - 22:48  | 制作局     |
| 北海道         | テレビ北海道   | テレビ東京系列 | 2012年9月10日 20:54 - 22:48  | 同時ネット |
| 愛知県         | テレビ愛知     | テレビ東京系列 | 2012年9月10日 20:54 - 22:48  | 同時ネット |
| 大阪府         | テレビ大阪     | テレビ東京系列 | 2012年9月10日 20:54 - 22:48  | 同時ネット |
| 岡山県・香川県 | テレビせとうち | テレビ東京系列 | 2012年9月10日 20:54 - 22:48  | 同時ネット |
| 福岡県         | TVQ九州放送    | テレビ東京系列 | 2012年9月10日 20:54 - 22:48  | 同時ネット |
| 岐阜県         | 岐阜放送       | 独立局         | 2012年9月10日 20:54 - 22:48  | 同時ネット |
| 和歌山県       | テレビ和歌山   | 独立局         | 2012年9月18日 19:00 - 20:54  | 8日遅れ    |
| 滋賀県         | びわ湖放送     | 独立局         | 2012年9月28日 19:00 - 20:55  | 18日遅れ   |
| 熊本県         | テレビくまもと | フジテレビ系列 | 2012年10月20日 14:00 - 15:55 | 40日遅れ   |
| 青森県         | 青森朝日放送   | テレビ朝日系列 | 2012年10月20日 16:00 - 17:25 | 40日遅れ   |
| 岩手県         | 岩手朝日テレビ | テレビ朝日系列 | 2012年10月21日 15:30 - 16:55 | 41日遅れ   |
| 新潟県         | 新潟テレビ21   | テレビ朝日系列 | 2012年10月21日 15:30 - 17:25 | 41日遅れ   |
| 宮城県         | 仙台放送       | フジテレビ系列 | 2012年10月28日 16:00 - 17:25 | 48日遅れ   |
| 秋田県         | 秋田テレビ     | フジテレビ系列 | 2012年11月10日 15:00 - 16:30 | 58日遅れ   |
| 山形県         | 山形放送       | 日本テレビ系列 | 2012年11月11日 15:00 - 16:25 | 59日遅れ   |
| 山梨県         | テレビ山梨     | TBS系列        | 2012年12月1日 15:00 - 16:35  | 82日遅れ   |
| 広島県         | 中国放送       | TBS系列        | 2012年12月9日 13:54 - 15:24  | 90日遅れ   |
| 沖縄県         | 琉球朝日放送   | テレビ朝日系列 | 2012年12月16日 15:30 - 17:25 | 97日遅れ   |
| 静岡県         | 静岡朝日テレビ | テレビ朝日系列 | 2012年12月22日 14:30 - 16:30 | 103日遅れ  |
| 富山県         | 北日本放送     | 日本テレビ系列 | 2012年12月28日 16:53 - 18:20 | 109日遅れ  |
| 福島県         | 福島放送       | テレビ朝日系列 | 2012年12月30日 14:00 - 15:55 | 111日遅れ  |
| 三重県         | 三重テレビ     | 独立局         | 2013年1月1日 20:00 - 21:55   | 113日遅れ  |
| 大分県         | 大分放送       | TBS系列        | 2013年1月3日 24:10 - 26:10   | 115日遅れ  |
| 徳島県         | 四国放送       | 日本テレビ系列 | 2013年1月4日 16:25 - 17:50   | 116日遅れ  |
| 山口県         | テレビ山口     | TBS系列        | 2013年7月20日 13:55 - 15:55  | 313日遅れ  |

- 第2回放送前日の2013年3月10日 14:00 - 16:00にはテレビ東京のみでこの回が再放送された。

### 第2回
| 対象対象地域   | 放送局         | 系列           | 放送日時                    | 遅れ       |
| -------------- | -------------- | -------------- | --------------------------- | ---------- |
| 関東広域圏     | テレビ東京     | テレビ東京系列 | 2013年3月11日 20:00 - 21:54 | 制作局     |
| 北海道         | テレビ北海道   | テレビ東京系列 | 2013年3月11日 20:00 - 21:54 | 同時ネット |
| 愛知県         | テレビ愛知     | テレビ東京系列 | 2013年3月11日 20:00 - 21:54 | 同時ネット |
| 大阪府         | テレビ大阪     | テレビ東京系列 | 2013年3月11日 20:00 - 21:54 | 同時ネット |
| 岡山県・香川県 | テレビせとうち | テレビ東京系列 | 2013年3月11日 20:00 - 21:54 | 同時ネット |
| 福岡県         | TVQ九州放送    | テレビ東京系列 | 2013年3月11日 20:00 - 21:54 | 同時ネット |
| 和歌山県       | テレビ和歌山   | 独立局         | 2013年3月11日 20:00 - 21:54 | 同時ネット |
| 福島県         | 福島放送       | テレビ朝日系列 | 2013年3月31日 15:30 - 17:25 | 20日遅れ   |
| 滋賀県         | びわ湖放送     | 独立局         | 2013年3月31日 19:54 - 21:48 | 20日遅れ   |
| 三重県         | 三重テレビ     | 独立局         | 2013年4月13日 19:00 - 20:25 | 33日遅れ   |
| 長崎県         | 長崎放送       | TBS系列        | 2013年4月19日 24:45 - 26:40 | 39日遅れ   |
| 新潟県         | 新潟テレビ21   | テレビ朝日系列 | 2013年4月21日 15:30 - 17:25 | 41日遅れ   |
| 沖縄県         | 琉球朝日放送   | テレビ朝日系列 | 2013年5月5日 15:30 - 17:25  | 55日遅れ   |
| 秋田県         | 秋田テレビ     | フジテレビ系列 | 2013年5月5日 16:00 - 17:25  | 55日遅れ   |
| 山形県         | 山形放送       | 日本テレビ系列 | 2013年5月12日 13:00 - 14:55 | 62日遅れ   |
| 山梨県         | テレビ山梨     | TBS系列        | 2013年5月18日 13:30 - 15:05 | 68日遅れ   |
| 静岡県         | 静岡朝日テレビ | テレビ朝日系列 | 2013年6月2日 15:30 - 17:25  | 83日遅れ   |
| 石川県         | 北陸朝日放送   | テレビ朝日系列 | 2013年6月9日 15:30 - 17:25  | 90日遅れ   |
| 大分県         | 大分放送       | TBS系列        | 2013年6月30日 15:00 - 16:54 | 111日遅れ  |
| 島根県・鳥取県 | 山陰中央テレビ | フジテレビ系列 | 2013年6月30日 16:00 - 17:25 | 111日遅れ  |
| 岩手県         | 岩手朝日テレビ | テレビ朝日系列 | 2013年7月13日 16:00 - 17:25 | 124日遅れ  |

## スタッフ

### 第2回
- ナレーター：服部伴蔵門
- 構成：遠藤みちスケ、小川浩之、松井洋介 / 遠藤察男
- 若手作家くん：デーブ八坂、中垣ヒデキ、藤原ちぼり、狩野孝彦
- TD・SW：近藤剛史
- カメラ：田中圭介
- VE：北村宏一、平井昭弘
- 照明：宮田和
- 音声：五十嵐公彦
- ロケ技術：青木芳行（エイフィールド）
- 美術P：上村正三
- デザイン：別所晃吉
- 美術進行：安楽信行
- 大道具：杉本孝宏
- アクリル装飾：山田隼人
- 電飾：後藤佑介
- LED：野崎裕康
- 視聴効果：飯塚生臣
- メイク：尚司芳和、石井織恵、永野早希子
- 編集：村田清和
- MA：中村裕子
- ロゴ・デザイン：OHRYS BIRD
- 音効：松田創（Thee BLUEBEAT）
- CG：嵯野ともこ（アイヴリックスタジオ）
- 技術協力：株式会社テクノマックス、SUNPHONIX、テレテック、テレビ東京アート、THE TUBE
- 美術協力：フジアール
- スタイリスト：倉科裕子、大久保篤志
- デスク：門田理紗、井口志津代
- 宣伝：荒井正和
- 制作協力：Arrival、D:COMPLEX、B E EBRAIN、α・grid
- AD：伊藤暁、得能和貴、服部克哉、森内智寛、古東風太郎、秦彰宏、大洲亮平、原郁弥
- AP：内田智子、板川侑右
- ディレクター：城間康男、川上大畿、橋本伸行、浅尾和寿、荻森豪、牛窪真司、磯田裕介、森本泰介、田中晋也
- 総合演出：株木亘
- プロデューサー：伊藤隆行、中野くみ子、小高亮、中村肇、荻野和人、仲村孝明
- 制作著作：テレビ東京

### 第1回のみ
- ナレーター：ショウ君[3]
- TP：高瀬義美
- SW：藤江雅和
- カメラ：秋山勇人
- VE：水野博道
- 照明：紙透貴仁
- 音声：加瀬悦史
- 大道具：卜部徹夫
- アクリル装飾：石橋誉礼
- 電飾：樋口真樹
- メイク：北一輝
- 技術協力：ニューテレス
- SPECIAL THANKS：ドバドバ大爆弾スタッフ、モヤさまスタッフ、ありえへん∞世界スタッフ、テレビ東京社員の皆さん、浜田ピーエル裕介
- デスク：五十嵐玲子、鈴木あゆみ
- AD：吉羽丈典、境清吾、雲越昭弘
- ディレクター：原武範、藤枝彰、佐藤三羽一、山本健太、魚田英孝、高橋一馬